# A Slit-Mouthed Woman 2
Série
Carved: The Slit-Mouthed Woman
(2007) A Slit Mouthed Woman 0: Origine
(2008)
Pour plus de détails, voir Fiche technique et Distribution.
Carved: A Slit Mouthed Woman 2 (口裂け女2, Kuchisake-onna 2) est un film d'horreur japonais réalisé par Kōtarō Terauchi (ja) et sorti en 2008. 
Il est la suite du film Carved: The Slit-Mouthed Woman.

## Synopsis
Une lycéenne nommée Mayumi se fait jeter de l'acide sur le visage par l'ex-petit ami de sa sœur aînée. Depuis, un tueur en série, assisté par Mayumi, terrorise les anciens élèves du lycée.

## Fiche technique
- Titre: Carved : A Slit Mouthed Woman 2
- Titre original : 口裂け女2 (Kuchisake-onna 2?)
- Titre français : La Femme à la bouche fendue 2
- Titre québécois : Sculpté 2
- Réalisation et scénario : Kōtarō Terauchi (ja)
- Producteurs : Takafumi Ohashi
- Distributeur : Jolly Roger
- Directeur de la photographie : Keiko Osawa
- Pays d'origine :  Japon
- Langue originale : japonais
- Genre : film d'horreur
- Durée : 98 minutes[1]
- Dates de sortie :
  - Japon : 22 mars 2008[1]
- Film interdit aux moins de 18 ans.

## Distribution
- Rin Asuka : Mayumi Sawada
- Yukie Kawamura : Sachiko Sawada
- Mayuko Iwasa : Yukie Sawada
- Yōsuke Saitō : Mitsuzo Sawada
- Akihiro Mayama : Seiji Moriyama
- Hideo Nakano : Shohei Nemoto
- Masashi Taniguchi : Masahiko Suzuki
- Kōta Kusano : Kenji Kojima
- Miki Hayashi : Junko Muraoka
- Erina : Kaoru Yamamoto
- Haruka Nishimoto : Kimiko Yoshizawa
- Sari Kurauchi : Tanaka

## Suite
Une suite du film existe, elle se nomme A Slit Mouthed Woman 0: Origine (口裂け女０　～ビギニング～).